# Rysslands nationalgarde
Rysslands nationalgarde (Rosgvardija) eller formellt den Federala myndigheten för den Ryska federationens nationalgardestrupper, bildades 2016 genom en sammanslagning av Rysslands inrikestrupper med andra väpnade organ under inrikesministeriet och polisen såsom OMON.

## Uppdrag
- Bekämpa terrorism, organiserad brottslighet.
- Upprätthålla och vid behov återupprätta allmän ordning och säkerhet.
- Bistå den federala fångvårdsmyndigheten med att upprätthålla och vid behov återupprätta ordning och säkerhet vid de ryska fångvårdsanstalterna.
- Biträda gränsbevakningen med att säkerställa den Ryska federationens territoriella integritet.
- Objektskydd för viktiga statliga inrättningar.
- Vara tillsynsorgan för vapeninnehav och privata bevakningsföretag.

## Organisation

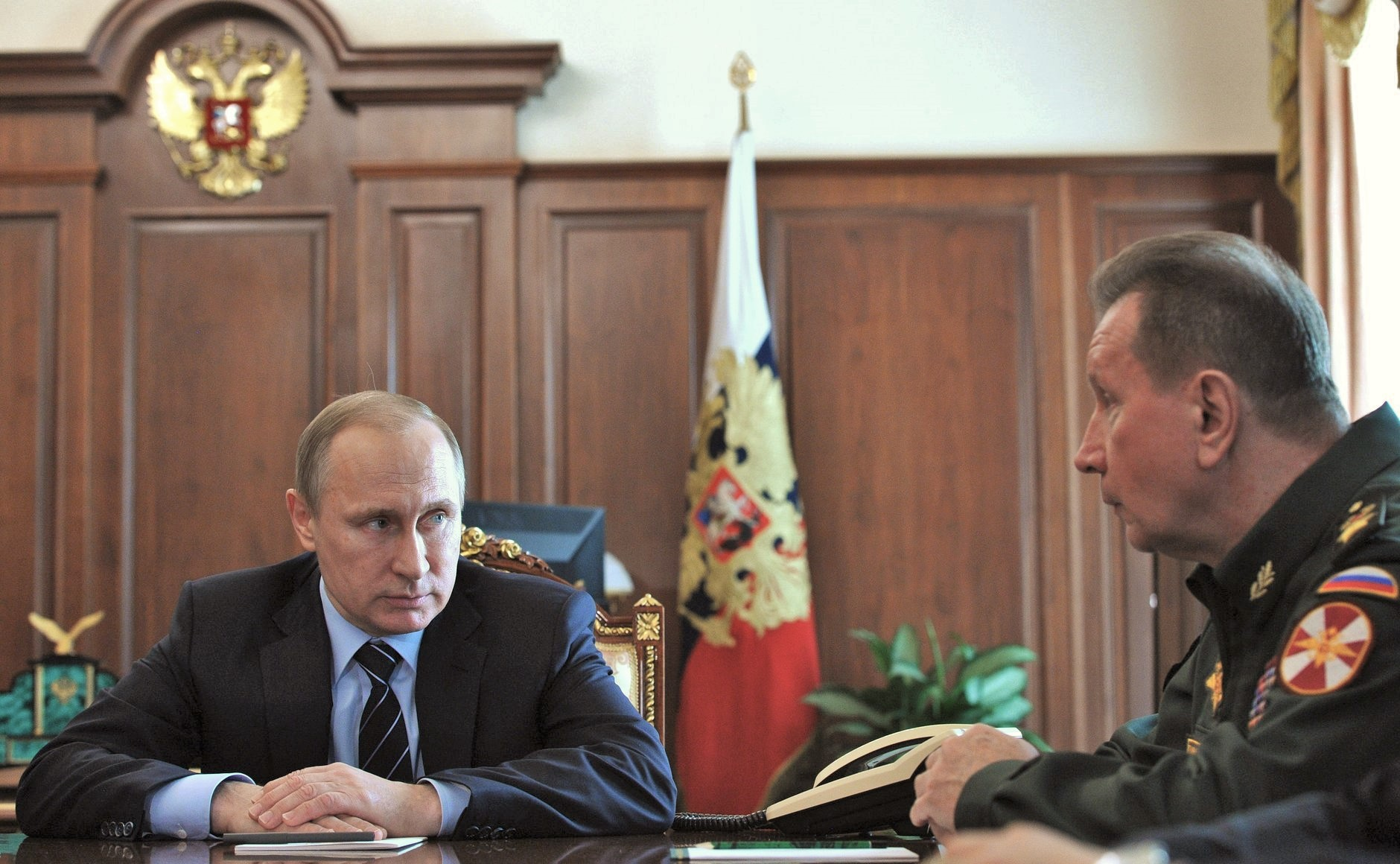
President Putin och chefen för Rosgvardija, general Zolotov.

Rosgvardija är en federal myndighet direkt underställd den ryska federationens president. Dess chef är en general med säte i Rysslands säkerhetsråd.
Centralt
Under den centrala ledningen i Moskva finns följande organisationer:
- Nationalgardets trupper
- Nationalgardets marina förband
- Specialförband
- Tillsynsorgan för vapeninnehav, privata bevakningsföretag etc.
- Administrativa byråer
- Statsföretaget Ochrana, ett statligt bevakningsföretag typ ABAB.

Regionalt
Rosgvardija har en högre territoriell organisation om sju distrikt, vilka sammanfaller med Rysslands åtta Rysslands federala distrikt, såtillvida att det Södra federala distriktet och det Nordkaukasiska federala distriktet bildar ett gemensamt distrikt i Rosgvardijas organisation.

## Tidigare myndigheter
Tidigare myndigheter och förband vars uppdrag övertagits av Rosgvardija:
- Ryska federationens inrikestrupper
- Inrikesministeriets snabbinsatsstyrkor och flygstridskrafter
- Specialinsatskommandot SOBR
- OMON
- Bevakningspolisen
- Vissa av Inrikesministeriets tillsynsorgan